# The Elder Scrolls III: Morrowind
The Elder Scrolls III: Morrowind (с англ. — «Древние свитки 3: Морровинд») — компьютерная ролевая игра с открытым миром в жанре фэнтези, разработанная Bethesda Game Studios и изданная Bethesda Softworks и Ubisoft. Третья основная часть серии игр The Elder Scrolls и следующая по хронологии за The Elder Scrolls II: Daggerfall. Игра была выпущена для PC под Microsoft Windows и игровой приставки Xbox в 2002 году.
Действие Morrowind происходит в вымышленной вселенной The Elder Scrolls на Вварденфелле, гигантском вулканическом острове в провинции Морровинд, населенной народом тёмных эльфов − данмеров. Мир игры является открытым — игрок может свободно путешествовать по нему, самостоятельно находя интересные места и задания. Основная сюжетная линия игры связана с местным божеством Дагот Уром, которое пытается обрести силу и освободить Морровинд от власти Империи. Игра примечательна крайне экзотическими и эклектичными локациями, вбирающими в себя элементы различных культур, архитектуры и искусства стран Ближнего Востока и Восточной Азии, а также элементы модерна и стимпанка.
Игра была хорошо принята критиками и игроками, к 2005 году разошлась тиражом свыше четырёх миллионов копий и получила свыше 60 наград от разных изданий, в том числе «Игра года». В 2002 и 2003 годах для игры были выпущены два дополнения — Tribunal и Bloodmoon; окончательная версия игры Morrowind: Game of the Year Edition, выпущенная в 2003 году, включила в себя оба эти дополнения. Конструктор The Elder Scrolls Construction Set, прилагавшийся к версии игры для Microsoft Windows, позволял игрокам создавать собственные модификации — благодаря этому вокруг игры возникло сообщество создателей модификаций. В 2008 году группа энтузиастов выпустила открытый движок OpenMW, делающий возможным игру на Linux и Mac OS X. Другие поклонники игры также пытались воссоздать Morrowind в виде модификаций для более новых и технически совершенных игр серии, таких, как Skywind.

## Игровой процесс

Скриншот игры

The Elder Scrolls III: Morrowind — ролевой экшн с открытым миром, позволяющим перемещаться по всей территории глобальной карты, включающей в себя несколько крупных городов, множество мелких селений, а также обширные пространства диких земель. Существует несколько способов перемещения по миру — пешком и с помощью особенностей внутриигровой механики, таких как: погонщики силт страйдеров, проводники «Гильдии Магов», специальные эффекты заклинаний и другие. «Быстрого перемещения» между локациями в игре не имеется.
Игра построена на выполнении игроком заданий (квестов) трёх типов: квестов основной сюжетной линии, квестов фракций и побочных квестов. Помимо основной линии, составляющей сюжет игры, игрок может вступить в одну или несколько внутриигровых фракций, но в то же время вступление в одни фракции может блокировать возможность вступления в другие. В общих случаях, квесты каждой из них можно выполнять в свободном порядке независимо как от основных, так и квестов других фракций. Некоторые квесты фракций можно получить и выполнить, не вступая в них. Побочные квесты — отдельные, зачастую короткие задания, не связанные с другими.
В начале игры предоставляется возможность создать персонажа. Последовательно ответив на вопросы NPC, игрок выбирает для него имя, расу, пол, класс и знак гороскопа, которые влияют на начальные характеристики, навыки и способности. В качестве отсылки к серии Ultima у игрока имеется возможность ответить на несколько вопросов морального плана, чтобы определить класс протагониста.
Всё общение в игре построено на специальных диалоговых окнах, которые содержат список тем, на которые может общаться NPC, список услуг, предоставляемых NPC, а также меню убеждения и шкала отношения к игроку. При хорошем отношении NPC к персонажу он будет готов говорить на темы, предоставлять услуги (торговля, зачарование и ремонт предметов, создание заклинаний, обучение, перемещение в другие игровые локации) и давать задания, которые мог бы не дать в противном случае. Отношение зависит от пола, расы, репутации, принадлежности к разным фракциям и т. п.
В игре реализованы болезни героя, которым управляет игрок. Заболевания делятся на лёгкие, серьёзные и острые, а также на обычные и моровые. Вылечиться от них можно несколькими игровыми механиками. Все болезни не являются смертельными, но уменьшают различные характеристики персонажа. Заражение происходит от контакта с больными видами животных или нежити.
Помимо активного бодрствования, персонаж может ждать и отдыхать (спать). Ожидание восстанавливает только запас сил, отдых восстанавливает также здоровье и магическую энергию.

## Сюжет

Провинция Морровинд в целом и остров Вварденфелл — место, где происходит действие игры

Morrowind содержит множество заданий и событий, но основная сюжетная линия игры вращается вокруг Трибунала — троих божественных правителей Морровинда — и противостоящего им живого божества по имени Дагот Ур. Как члены Трибунала Вивек, Альмалексия и Сота Сил, так и Дагот Ур в древности были смертными сподвижниками великого героя по имени Неревар Индорил в войне против народа двемеров. В то время как Трибунал признает Морровинд частью Тамриэльской империи, Дагот Ур, получивший огромную власть благодаря артефакту под названием Сердце Лорхана, желает подчинить провинцию себе. Для этой цели он возглавляет культ под названием Шестой Дом и сооружает в недрах вулканической Красной Горы гигантского голема по имени Акулахан, подобного Нумидиуму из The Elder Scrolls II: Daggerfall. Моровые бури, связанные с Дагот Уром, разносят по Вварденфеллу заразные заболевания.
Подобно протагонистам в других играх серии, главный герой Morrowind является никому не известным заключенным; его пол, расу и внешность игрок может определить по своему усмотрению. Власти Тамриэльской империи отправляют его на остров Вварденфелл на корабле, где освобождают и направляют к Каю Косадесу — члену секретной организации Клинков, подчиняющейся императору. В дальнейшем игрок свободен в поиске заданий и интересных мест на острове; Кай Косадес выступает в роли наставника и руководителя главного героя, направляя его расследовать таинственные исчезновения местных жителей и пророчества. Эти события связаны с ожидаемой реинкарнацией Неревара Индорила — появлением возрожденного мессии, известного как «Нереварин». Под управлением игрока герой игры занимает это место, либо действительно будучи воплощением Неревара, либо, по крайней мере, используя религию Морровинда в интересах Тамриэльской империи или своих собственных.
На игрока возлагается задача выполнить пророчества о Нереварине и бросить вызов Дагот Уру. Пророчества являются отдельными заданиями — они включают в себя, например, заражение корпрусом и исцеление от этой болезни, а также объединение различных враждующих группировок на острове. После выполнения пророчеств герой может заручиться помощью Вивека, одного из божественных членов Трибунала, или убить его; с помощью чудесных артефактов — «Инструментов Кагренака» — он может разбить Сердце Лорхана в недрах Красной горы и таким образом лишить Дагот Ура источника силы. Сражение с Дагот Уром является последней связанной с сюжетом битвой игры; после смерти Дагот Ура игрок получает поздравления от богини Азуры и может свободно исследовать остров дальше. С уничтожением Сердца Лорхана и Дагот Ура мир игры частично меняется — прекращаются моровые бури, а порабощенные Дагот Уром члены Шестого Дома возвращаются к нормальной жизни.
Дополнения Tribunal и Bloodmoon добавляют в игру новые места за пределами Вварденфелла — город Морнхолд на материке и северный заснеженный остров Солстхейм соответственно. В Tribunal игрок сталкивается с угрозой со стороны организации убийц — Темного Братства — и выполняет различные задания для короля Хелсета и живого божества Альмалексии, а также посещает населенный механическими созданиями Заводной город, принадлежащий другому божественному члену Трибунала, Сота Силу. События дополнения Bloodmoon связаны с колонизацией острова Солстхейм Восточной имперской компанией и угрозой со стороны оборотней; как выясняется, эта угроза исходит от бога Хирсина, Принца Охоты, и игровой персонаж сам становится оборотнем. Он может либо выступить на стороне Хирсина, либо, наоборот, излечиться от проклятия и бросить Хирсину вызов.

## Разработка
| Системные требования    | Системные требования                                                                         | Системные требования                                                                                 |
| ----------------------- | -------------------------------------------------------------------------------------------- | --- |
|                         | Минимальные                                                                                  | Рекомендуемые                                                                                        |
| Windows                 |                                                                                              | |
| ОС                      | Windows 98 SE                                                                                | Windows 2000, Windows XP                                                                             |
| ЦПУ                     | Pentium III, Celeron, Athlon — 500 МГц                                                       | Pentium III, Athlon — 800 МГц                                                                        |
| Объём ОЗУ               | 128 МБ                                                                                       | 256 МБ                                                                                               |
| Место на диске          | минимум 1 ГБ свободного места                                                                | минимум 1 ГБ свободного места                                                                        |
| Информационный носитель | CD, Steam                                                                                    | CD, Steam                                                                                            |
| Видеокарта              | DirectX 8.1-совместимая видеокарта c 32 МБ видеопамяти (NVIDIA TNT2/GeForce 256/Radeon 7200) | DirectX 8.1-совместимая видеокарта c 32 МБ видеопамяти (Nvidia GeForce 2 GTS/ATI Radeon 7500 и выше) |
| Звуковая плата          | DirectX 8.1-совместимая звуковая карта                                                       | DirectX 8.1-совместимая звуковая карта                                                               |
| Устройства ввода        | клавиатура, компьютерная мышь                                                                | клавиатура, компьютерная мышь                                                                        |

Morrowind была разработана Bethesda Game Studios под руководством Тодда Говарда; ранние этапы разработки прошли параллельно с созданием The Elder Scrolls Adventures: Redguard, которым тоже руководил Говард. Хотя Redguard не приобрела коммерческого успеха, она была первой игрой серии The Elder Scrolls, где вымышленная вселенная The Elder Scrolls была разработана детально; многие задумки, легшие в основу будущей Morrowind, были опубликованы в «Карманном путеводителе по Империи» — печатном буклете, прилагавшейся к Redguard.
По воспоминаниям сценариста Майкла Киркбрайда, самой ранней задумкой, из которой выросли и Redguard, и Morrowind, было предложение сделать игру «про пиратов на Марсе»; Говард немедленно одобрил эту идею, но потребовал делать игру про пиратов в той же вселенной, что и The Elder Scrolls II: Daggerfall, «потому что все любят Daggerfall». В процессе работы над Redguard разработчики осознали, что довольно мало знают о мире The Elder Scrolls. У них были документация, составленная создателями The Elder Scrolls: Arena — хронология вымышленного мира, имена и названия; однако ко временам разработки Redguard и Morrowind почти никого из этих первоначальных разработчиков в студии уже не осталось, так что новый состав разработчиков считал себя вправе углублять вселенную игры так, как они считали нужным, и руководствуясь собственными источниками вдохновения. Кульманн, в частности, был поклонником «Властелина колец» и «странного фэнтези», например, книг Джина Вулфа — он подсадил на них и Киркбрайда.
Ранняя идея для The Elder Scrolls III, возникшая ещё во времена разработки Daggerfall, предполагала поместить действие игры на острова Саммерсет — страну высоких эльфов-альтмеров; игра должна была иметь подзаголовок Tribunal. Над этой концепцией работал дизайнер Кен Ролстон, в деталях продумывавший устройство Саммерсета, властвующего Трибунала и придворные интриги в духе елизаветинской эпохи. Саммерсет, однако, казался Киркбрайду и его товарищам слишком скучным, и они предложили Говарду другую концепцию, которую Киркбрайд описывал как «„Звёздные войны“ встречают „Тёмный кристалл“»: новым местом действия стал Морровинд — страна тёмных эльфов с действующим вулканом в центре и огромными насекомыми в качестве фауны. Ранние идеи Ролстона не пропали совсем — придуманный им Трибунал, верховный совет из трёх эльфов, был просто перенесён с Саммерсета на Морровинд. Киркбрайд нарисовал пером и тушью великое множество концепт-артов, показывающих, как выглядят тёмные эльфы Морровинда, как выглядят их одежда, архитектура и тому подобное. Многие характерные для Morrowind вещи — гигантские грибы, поля пепла и тому подобное — были его личными придумками: он боялся грибов в детстве и причудливо переосмыслил свой страх, наполнив вымышленный мир грибами огромных размеров. Со временем большим источником вдохновения для разработчиков стали даже не «Звёздные войны» или «Тёмный кристалл», а «Дюна» как образец барочной фантастики; на визуальную эстетику игры повлияли и другие игры, такие, как Oddworld: Abe’s Oddysee и Another World. Кен Ролстон указывал на игру Might and Magic VI: The Mandate of Heaven — на его подход к созданию мира Morrowind и активному использованию гипертекста для связывания информации о географии и персонажах повлияла даже не сама эта игра, а посвящённый ей фанатский сайт под название The Spoiler, «фанатское руководство, структура… построенная самими пользователями для таких же пользователей». Ролстон также считал, что на разработчиков в какой-то мере повлияла и игра Baldur’s Gate, и в большей степени настольные ролевые игры наподобие RuneQuest Glorantha: благодаря этой игре Говард, Киркбрайд, Кульманн и сам Ролстон говорили на одном языке и легко понимали друг друга. Ролстон использовал при оформлении придуманных его товарищами идей принцип, который он называл «историей собаки» — возвышенные мифы о богах и сотворении, которые сочинял Киркбрайд, или продуманная «логистика» вымышленного мира, которую предпочитал Кульманн, излагались с точки зрения обитателя этого мира — «собаки, которой кидают объедки под стол»: таким образом мифы превращались, например, в проповедь, которую читали в некоем храме Морровинда.
На ранних порах разработки в качестве движка игры предполагалось использовать новую SVGA-версию движка XnGine — именно на этом движке позднее работала игра An Elder Scrolls Legend: Battlespire (1997). По ранним задумкам разработчиков, игра должна была предоставить игроку для исследования всю провинцию Морровинд, а не только остров Вварденфелл, как в итоге; в ней должно было появиться все пять домов тёмных эльфов, и игровой персонаж мог бы присоединиться к домам Индорил и Дрес. Мор должен был распространяться по провинции всё дальше и дальше, уничтожая поселения на своём пути; армии воюющих сторон должны были передвигаться с одного места на другое. В целом Morrowind должна была быть ближе к Daggerfall по масштабам, структуре и игровому процессу. В рамках существующих технологий все эти идеи было трудно реализовать; Ролстон говорил об этом: «Нам не хотелось бросаться в эту разработку очертя голову — и совершать ошибки», так что Bethesda сосредоточилась на меньших по масштабам играх — Battlespire и Redguard.
Лишь осенью 1998 года студия перешла к активной разработке Morrowind. Вместо XnGine был использован новый движок NetImmerse (позднее GameBryo) — он использовал Direct3D и T&L — аппаратные акселераторы трансформации и освещения. Во время рекламной кампании Bethesda намеренно приурочила демонстрацию первых игровых скриншотов к анонсу GeForce 4, нового поколения графических ускорителей от NVIDIA, чтобы «показать выдающиеся водные эффекты, на которые способна эта технология». Говард считал переход к новым графическим и физическим технологиям очень важным — он хотел, чтобы мир игры ощущался не только огромным, но и «реальным»; по собственным словам Говарда, каждый раз, когда ему предлагали проект новой игры, первым вопросом с его стороны было «Выглядит ли она круто?». Было решено, что игровой мир будет создан с применением тех же методов, что использовались при разработке Redguard — это означало, что его строили и наполняли и объектами вручную, а не с помощью алгоритмов процедурной генерации, как Arena и Daggerfall.
К 2000 году Morrowind был задуман как исключительно однопользовательская игра, без каких-либо мультиплеерных дополнений. Как сказал Пит Хайнс, вице-президент Bethesda по PR и маркетингу: «Нет. Ни при релизе, ни через три месяца, никогда». Несмотря на уменьшенный масштаб, проект потребовал значительных вложений. По оценкам команды разработчиков, для создания игры потребовалось «около ста человеко-лет». Чтобы осуществить задуманное, Bethesda утроила свой штат сотрудников, а весь первый год был посвящён исключительно работе над The Elder Scrolls Construction Set, который позволял с лёгкостью вносить изменения в игру. По словам Тодда Говарда, Construction Set стал результатом общего стремления создать вместо обычной игры своеобразную «ролевую операционную систему», способную расширяться и изменяться. Несмотря на увеличение штата сотрудников, дизайнер Кен Ролстон позже отметит, что, по сравнению с Oblivion, команда дизайнеров у Morrowind была небольшая.
В мае 2000 года Bethesda назначила дату релиза для ПК на конец 2001 года. 5 мая была объявлена разработка релиза Morrowind для Xbox от Microsoft. В объявлении говорилось, что работа над этим релизом велась с тех самых пор, как Bethesda узнала об этой приставке. На E3 2001 был продемонстрирован бета-релиз Morrowind, произведший большое впечатление на собравшихся. Тот же самый релиз был продемонстрирован сотрудникам PC Gamer для ещё одного превью, и он же использовался для более поздних превью вплоть до 19 июня, пока параллельно разрабатывалась другая тестовая сборка. Некоторые формы предзаказа, как, например у Electronics Boutique, указывали ноябрь как дату выхода игры. 10 октября 2001 года GameSpot сообщил, что дата выхода Morrowind сдвигается на март 2002. 12 октября во время пресс-релиза Bethesda прозвучали слова «весна 2002», чем подтвердились подозрения GameSpot о задержке, хотя конкретно о марте ничего сказано не было. Хотя в то время никакой конкретной причины этой задержке не называлось, Пит Хайнс позже объяснил её необходимостью дополнительно протестировать и сбалансировать игру. Хотя версия Morrowind для PC была окончательно готова 23 апреля 2002 года и вышла в северной Америке 1 мая, версия для Xbox была в очередной раз была отложена. 15 апреля GameSpot предположил, что работа над версией для Xbox будет завершена в первую неделю мая, и выйдет она в том же месяце. Это догадка была опровергнута во время пресс-релиза Bethesda 4 июня, когда в качестве даты выхода Xbox-версии было назначено 7 июня.
3 января 2002 года Bethesda объявила, что распространением в Европе Morrowind и восьми других игр Bethesda будет заниматься издательство Ubisoft. Под управлением Ubisoft Morrowind выходил в Европе в два этапа. В мае вышла «частично локализированная» версия, включавшая в себя переведённое руководство пользователя, но оставлявшая текст самой игры на английском. Полностью переведённая версия игры вышла в августе. Как сказал Томас Петерсен, менеджер Ubisoft по брендам, перевести «вселенную, содержащую больше миллиона слов… довольно непросто».
Вопреки стандартной практике, Bethesda решила издать руководство игрока самостоятельно, а не нанимать для этого стороннего издателя, например, BradyGames или Prima Games. Такое решение было принято в связи с тем, что сотрудники Bethesda полагали, что они понимают Morrowind и верят в него больше, нежели любое стороннее издательство, и заслуживают большего дохода, чем обычный процент от продаж. Bethesda наняла Питера Олафсона, известного игрового журналиста и друга компании, и совместная работа над руководством была начата в январе 2002, за четыре месяца до выхода игры. Результат их трудов, «Руководство игрока по пророчествам Морровинда», к 24 сентября 2003 разошёлся тиражом более чем 200,000 экземпляров. Прибыль Bethesda составила 70 %, при том, что обычная прибыль с привлечением сторонних издательств составляет от 25 % до 30 %. Несмотря на этот успех, издание руководства игрока к The Elder Scrolls IV: Oblivion было поручено Prima Games.

## Саундтрек
Музыкальное сопровождение к Morrowind было написано Джереми Соулом, композитором, чьи предыдущие работы — музыкальное сопровождение к играм Total Annihilation и Icewind Dale — были высоко оценены игровыми изданиями. В пресс-релизе Bethesda Соул заявил, что к «эпическому размаху» серии The Elder Scrolls «идеально подходила величественная, оркестровая музыка», которую Соул любит писать «больше всего». За пределами пресс-релизов Bethesda порой звучала критика в адрес музыкального сопровождения. Как GameSpot, так и GameSpy в своих рецензиях раскритиковали длину саундтрека, при этом положительно отозвавшись о качестве работы в целом. Как сказал Григорий Касавин, сотрудник GameSpot: «Впервые запустив Morrowind, вы услышите запоминающуюся, волнующую главную тему, полную взмывающих ввысь струнных и громоподобных ударных. На протяжении последующей игры вы будете слышать её каждые пять минут». Соул знал об этой проблеме и приложил усилия, чтобы создать более лёгкую и минималистичную партитуру, которая не приедалась бы игрокам.
В своей статье для портала Gamasutra Скотт Б. Мортон похвалил музыку как таковую, однако отметил, что саундтрек Morrowind плохо соответствует игровому процессу, не вызывая должных эмоций. По большей части, саундтрек выдержан в стиле эмбиент, меняясь только на время сражений. По мнению Мортона, однообразность, отсутствие реакции на действия игрока, и длина — саундтрек длится всего лишь 45 минут — не даёт игрокам в полной мере погрузиться в мир игры. В другой статье для Gamasutra Александр Брэндон хвалит музыкальное сопровождение Morrowind за новаторские инструментальные партии. По мнению Брэндона, сочетание элементов оркестровой и синтезированной музыки, а также использование, по выражению Брэндона, «подхода Болеро», придавали саундтреку «необычайную драматичность». В феврале 2003 года Morrowind был выдвинут на присвоение шестой ежегодной премии Interactive Achievement Awards Академии интерактивных искусств и наук в категории «Выдающиеся оригинальные музыкальные композиции», но уступил Medal of Honor: Frontline.
В Morrowind также было немало озвученных диалогов, что игровые издания приняли несколько благосклонней. Стоит упомянуть Линду Картер, Чудо-Женщину из одноимённого сериала, которая участвовала в озвучивании нордов, и получила за это дополнительную раскрутку от Bethesda. Авторам некоторых обзоров понравилась озвучивание разных рас, хотя другие раскритиковали её за сильный контраст между речью, в которой ясно звучит влияние чуждой культуры, и грамматически безупречными фразами в диалоговом окне.
1 мая 2002 года саундтрек был издан отдельным диском The Elder Scrolls III: Morrowind Original Soundtrack компанией Bethesda Softworks.
| №   | Название                                    | Длительность |
| --- | ------------------------------------------- | ------------ |
| 1.  | «Call of Magic»                             | 1:56         |
| 2.  | «Bright Spears, Dark Blood (Battle 1)»      | 2:09         |
| 3.  | «Over the Next Hill (Explore 1)»            | 3:07         |
| 4.  | «Knight's Charge (Battle 2)»                | 2:07         |
| 5.  | «Peaceful Waters (Explore 2)»               | 3:08         |
| 6.  | «Dance of Swords (Battle 3)»                | 2:16         |
| 7.  | «The Road Most Travelled (Explore 3)»       | 3:17         |
| 8.  | «Hunter's Pursuit (Battle 4)»               | 2:21         |
| 9.  | «Blessing of Vivec (Explore 4)»             | 3:18         |
| 10. | «Ambush! (Battle 5)»                        | 2:36         |
| 11. | «Silt Sunrise (Explore 5)»                  | 3:13         |
| 12. | «Stormclouds on the Battlefield (Battle 7)» | 2:13         |
| 13. | «Shed Your Travails (Explore 6)»            | 3:15         |
| 14. | «Drumbeat of the Dunmer (Battle 8)»         | 2:05         |
| 15. | «Caprice (Explore 7)»                       | 3:28         |

Обложка саундтрека

Спустя 4 года, под лейблом Direct Song была выпущена дополнительная версия саундтрека The Elder Scrolls III: Morrowind Special Edition Soundtrack в которую вошло 6 дополнительных треков, и распространяющаяся только цифровым путём.
| №   | Название                         | Длительность |
| --- | -------------------------------- | ------------ |
| 1.  | «Nerevar Rising»                 | 1:56         |
| 2.  | «Peaceful Waters»                | 3:08         |
| 3.  | «Knight's Charge»                | 2:06         |
| 4.  | «Over the Next Hill»             | 3:07         |
| 5.  | «Bright Spears, Dark Blood»      | 2:08         |
| 6.  | «The Road Most Traveled»         | 3:17         |
| 7.  | «Dance of Swords»                | 2:15         |
| 8.  | «Blessing of Vivec»              | 3:18         |
| 9.  | «Ambush!»                        | 2:35         |
| 10. | «Silt Sunrise»                   | 3:13         |
| 11. | «Hunter's Pursuit»               | 2:20         |
| 12. | «Shed Your Travails»             | 3:15         |
| 13. | «Stormclouds on the Battlefield» | 2:13         |
| 14. | «Caprice»                        | 3:30         |
| 15. | «Drumbeat of the Dunmer»         | 2:05         |
| 16. | «Darkened Depths»                | 0:53         |
| 17. | «The Prophecy Fulfilled»         | 1:13         |
| 18. | «Triumphant»                     | 0:16         |
| 19. | «Introduction»                   | 1:01         |
| 20. | «Fate's Quickening»              | 0:19         |
| 21. | «Nerevar Rising (Reprise)»       | 2:13         |

Обложка специальной версии саундтрека

Кроме того, было выпущено альтернативное издание саундтрека. Первые 15 треков совпадают со Специальным изданием, хотя некоторые из них отличаются продолжительностью, поскольку были извлечены непосредственно из файлов игры. Также в издание включены пять дополнительных треков.

## Отзывы и критика
| Сводный рейтинг       | Сводный рейтинг | Сводный рейтинг |
| Издание               | Оценка          | Оценка          |
| Издание               | PC              | Xbox            |
| --------------------- | --------------- | --------------- |
| GameRankings          | 89,01 %         | 87,08 %         |
| Metacritic            | 89/100          | 87/100          |
| Иноязычные издания    |                 |                 |
| Издание               | Оценка          | Оценка          |
| Издание               | PC              | Xbox            |
| Edge                  | 6/10            |                 |
| Game Informer         | 9,0/10          |                 |
| GamePro               | 5/5             |                 |
| GameSpot              | 8,7/10          |                 |
| GameSpy               | 89/100          |                 |
| IGN                   | 9,4/10          |                 |
| PC Gamer (US)         | 90/100          |                 |
| Русскоязычные издания |                 |                 |
| Издание               | Оценка          | Оценка          |
| Издание               | PC              | Xbox            |
| Absolute Games        | 80 %            |                 |
| Game.EXE              | 5/5             |                 |
| PlayGround.ru         | 9,0/10          |                 |
| «Игромания»           | 9/10            |                 |
| «Страна игр»          | 8,5/10          |                 |

| Сводный рейтинг | Сводный рейтинг |
| Агрегатор       | Оценка          |
| --------------- | --------------- |
| GameRankings    | 89,90 %         |

The Elder Scrolls III: Morrowind был хорошо воспринят критиками, которые особенно выделяли его размеры, богатство визуальной части, а также его свободный дизайн. Однако, несмотря на все комплименты, свою долю критики получили гейм-дизайнеры, из-за глитчей и неоптимизированности игры для компьютеров средней мощности. В ретроспективе от 1UP.com, широта и бесконечность мира Morrowind способствовала снижению популярности однопользовательских RPG на домашних компьютерах в пользу MMORPG, где игроки могли получить схожий опыт.
Несмотря на это, обозреватели обычно отмечали, что преимущества игры намного превосходят её недостатки. IGN пришли к выводу, что «Morrowind не идеален и его системные требования достаточно высоки, но его достоинства перевешивают любые минусы». Обозреватели из GameSpot пришли к аналогичному выводу: «Morrowind имеет множество недостатков… Но все они, как правило, достаточно незначительны… Morrowind оправдывает свои амбиции. Эта великолепная, необъятная и открытая игра, в которую можно играть, как вам только захочется».
Morrowind был отмечен за свою необычайную детализированность, в частности погодные эффекты в режиме реального времени, цикл смены дня и ночи, а также большое разнообразие растительного и животного мира. Xbox Nation оценили игру за её «значительный масштаб» и отметили этот аспект как «самый коммерчески успешный», критикуя при этом замедления и время в пути из-за чего возникали сложности в прохождении квестов. В отличие от «генерированного» дизайна Daggerfall, обозреватели признали дизайн Morrowind впечатляющим, разнообразным и ошеломляющим. GameSpot заявили, что «даже простое исследование Morrowind может принести вам огромное удовольствие».
Система умений также была высоко оценена, за некоторыми исключениями. IGN посчитали описание в руководстве неясным, но сами классы хорошо сбалансированными и продуманными для всех стилей игры. GameSpot признали систему классов ясной и разумной. PC Gamer, напротив, посчитали систему несбалансированной, поскольку режим боя превосходил другие элементы. Computer Gaming World указали на явное преимущество комбинации одноручного оружия и щита по сравнению с двуручным оружием, но оценили свободу, предлагаемую широтой навыков. GameSpy очень положительно оценили систему, заявив, что «Здесь, система прокачки имеет так много смысла, что по сравнению с ней другие игры, такие как Baldur's Gate, выглядят глупо, даже обладая системой D&D». Боевая система Morrowind была плохо воспринята игровой прессой. GameSpot охарактеризовали её как один из основных недостатков игры, а GameSpy в своём обзоре посвятили ей большую часть жалоб. Система разочаровывала своей простотой и быстро утомляла.
Единственный элемент Morrowind, в отношении которого мнения критиков оказались единогласны, была система журнала. В Morrowind у игрока есть дневник, который автоматически обновляется после разговоров с NPC и прочих событий. Несмотря на то, что IGN и GamePro оценили журнал за его относительную простоту в использовании, его почти повсеместно критиковали. Его назвали «запутанным беспорядком», «сотнями длинных страниц», без всякого полезного метода организации по названиям квестов. Computer Gaming World назвали систему «дотошным, запутанным кошмаром» и одним из наибольших недостатков игры. Однако Bethesda прислушалась к критикам, и кое-что исправила в последующем дополнении Tribunal, где журнал был организован по квестам, и в нём было легче ориентироваться.
Несмотря на то, что Morrowind стал первым крупным проектом Bethesda, выпущенным на консолях, его релиз на Xbox был хорошо встречен игровой прессой. Впечатление подпортили невозможность использования модификаций, и непривычное разрешение, но качество деталей и открытость мира покрыли эти недостатки. Продажи шли настолько хорошо, что Морровинд ещё на протяжении года после релиза находился в десятке самых продаваемых игр для консоли, что сравнимо лишь с успехом Halo: Combat Evolved. Но, несмотря на успех у критиков и покупателей, игра не завоевала ни одной награды.

### Награды
Morrowind получил звание лучшей RPG года на ПК от GameSpy, несмотря на то, что по популярности он уступил Neverwinter Nights в соотношении 24 % против 34,9 %. Игра также удостоилась звания «Лучшей игры года», «Лучшей RPG года» на обеих платформах и «Лучшей игрой 2002 года» по мнению IGN, а посетители ресурса отдали ему победу в номинации «Лучший сюжет». На сайте GameSpot Morrowind проиграл борьбу за звание лучшей РПГ игре Neverwinter Nights и так и не смог выиграть каких-либо наград этого сайта. В дополнение к своей номинации по музыкальной композиции, Морровинд был номинирован в категории «Лучшая компьютерная ролевая игра года» на Interactive Achievement Awards 2003, но проиграл, опять же, Neverwinter Nights. В сентябре 2003 года Morrowind удостоился сомнительной чести в виде 21-го места в рейтинге «25 самых переоценённых игр» от GameSpy за свой «багованный, однообразный и скучный геймплей». А в 2015 году игра заняла 60-е место в списке «Top 100 величайших игр» по версии сайта PC Gamer.
В 2010 году по версии IGN Дагот Ур занял 90-е место в «Топ-100 злодеев видеоигр».

### Русскоязычные критики
Игра победила в номинации «Лучшая RPG» (2002) журнала «Игромания».

## Дополнения и переиздания
Существует два официальных дополнения к игре — The Elder Scrolls III: Tribunal и The Elder Scrolls III: Bloodmoon, оба локализованы. Эти дополнения расширяют основную сюжетную линию Morrowind новыми ответвлениями и добавляют в игру новые локации, персонажей, предметы, монстров. В Bloodmoon, помимо уже имеющегося вампиризма, добавлена ликантропия. Кроме того, эти дополнения обновляют версию игры, исправляют некоторые баги и улучшают интерфейс (например, становится возможным сортировать квесты в дневнике и ставить отметки на карте).
В 2003 году игра была переиздана. Новое издание получило название «Morrowind Game of the Year Edition» (GotY) и, кроме самого Morrowind, содержало также оба дополнения.

### Плагины
Официально для Morrowind было выпущено восемь плагинов, но представлены они только в английской версии. Однако существует их неофициальная локализация и адаптация под дополнения Tribunal и Bloodmoon.
- Bitter Coast Sounds — добавляет новые звуки дикой природы и стрекоз.
- Adamantium Armor — добавляет дополнительные комплекты адамантиновых доспехов.
- Helm Of Tohan — добавляет уникальный артефактный шлем и связанный с ним квест.
- LeFemm Armor — добавляет новую женскую броню и женские модели для существующей брони.
- Area Effect Arrows — добавляет магазин метательного оружия в Вивеке.
- Siege At Firemoth — добавляет внешнюю локацию (форт Огненной Бабочки) и связанный с ней квест.
- Master Index — добавляет квесты на поиск меток пропильона (дает один из сотрудников Гильдии магов Кальдеры) и возможность получения общей метки.
- Entertainers — добавляет возможность поработать на владелицу таверны Восемь Тарелок (Балмора) в качестве артиста. Можно рассказывать анекдоты, жонглировать предметами, играть на музыкальных инструментах, танцевать.

## Модификации
Bethesda Softworks, разработчик Morrowind, предоставила игрокам возможность перестраивать мир игры с помощью The Elder Scrolls Construction Set — программы для создания модификаций. Construction Set позволяет изменять внешний вид отдельных предметов вроде книг, золота или надписей на дорожных указателях, заменяя их текстуры и модели, добавлять новое звуковое сопровождение, редактировать внешний вид рас, доспехов, оружия, поведение и силу существ, а также добавлять новые расы, предметы и монстров.
Morrowind хорошо известен своей способностью быть изменённым с помощью плагинов (модификаций), которые добавляют новых NPC, квесты и локации — от отдельных башен и мелких островов до самостоятельных обширных территорий со своими городами, подземельями и сюжетными ответвлениями. Плагины меняют геймплей (вводится необходимость спать и есть, а управлять магией можно как в мире «Колесо Времени» Роберта Джордана) и ролевую систему (к примеру, убирают ручное распределение очков по характеристикам).
Отдельно стоит выделить плагины, исправляющие ошибки игры. Для оригинальной англоязычной версии игры это Unofficial Morrowind Patch, для локализованной русскоязычной — General Fixes Mod. Также существует утилита под названием Morrowind Code Patch, исправляющая ошибки игрового движка, такие как порча сохраненных игр, некорректное сияние магических предметов под водой и т. д.

### Tamriel Rebuilt
Tamriel Rebuilt — это наиболее объёмное коллективно разрабатываемое дополнение к игре The Elder Scrolls III: Morrowind, направленное на воссоздание континентальной части провинции Морровинд.

## Сторонние проекты

### OpenMW
OpenMW представляет собой открытый бесплатный кроссплатформенный игровой движок, разрабатываемой группой независимых разработчиков, опубликованный под лицензией GPL v3. Цель этого проекта — создать более гибкую и легко модифицируемую версию игры, а также адаптировать Morrowind к более современным компьютерным системам. Сам по себе движок является не модификацией игры, но самостоятельным программным обеспечением, использующим ресурсы и игровые данные Morrowind — иначе говоря, для его использования игроки должны владеть лицензионной копией игры. Движок OpenMW позволяет добавить в игру возможности, отсутствовавшие в оригинальной игре и трудно реализуемые только посредством её модификаций, без замены движка — например, многопользовательский режим с синхронизацией неигровых персонажей у всех участников такой многопользовательской игры. Кроссплатформенная природа OpenMW также позволяет запускать игру на платформах, на которых Morrowind не выходила, таких как Linux, macOS и даже Android.

### Skywind
Skywind — некоммерческая фанатская модификация для игры The Elder Scrolls V: Skyrim, воссоздающая игровой мир The Elder Scrolls III: Morrowind на игровом движке Creation Engine. До этого та же команда разработчиков выпустила аналогичную модификацию для игры The Elder Scrolls IV: Oblivion.